# Pestator
Pestator je priimek več znanih Slovencev:
- Dean Pestator - Pestoter, jamar
- Marta Pestator (1930–2005), igralka in humoristka